# بوز (آن)
بوز (بالفرنسية: Boz)‏ هي بلدية فرنسية تقع في إقليم الآن في فرنسا. رمز إنسي لها هو:1057. أما الرمز البريدي لها فهو: 1190.